# Florin Luca
Florin Luca (* 27. Mai 1978 in Târgoviște) ist ein aus Rumänien stammender Handballspieler.
Der 1,95 Meter große und 105 Kilogramm schwere rechte Rückraumspieler spielte bei Steaua Bukarest, anschließend bis 2002/2003 bei Fibrex Nylon Săvinești, 2003/2004 beim Stralsunder HV, 2004/2005 beim VfL Fredenbeck, anschließend bei Niestetal-Staufenberg und ab 2006 bei der TG Münden. 2012 wechselte er zum damaligen Landesligisten MTV Seesen, wo er 2013 das Traineramt übernahm.
Er war mit Steaua Bukarest 3-mal rumänischer Meister und 2-mal Pokalsieger und errang anschließend mit Fibrex Nylon Săvinești je einmal die Meisterschaft und den Pokal. Beim Stralsunder HV spielte er in der 1. Handball-Bundesliga.
Florin Luca spielte 45-mal für die rumänische Männer-Handballnationalmannschaft.
Der Diplom-Sportlehrer ist verheiratet und hat zwei Kinder.